# Bagnatica
Bagnatica – miejscowość i gmina we Włoszech, w regionie Lombardia, w prowincji Bergamo.
Według danych na styczeń 2009 gminę zamieszkiwało 4119 osób przy gęstości zaludnienia 659 os./1 km².
W miejscowości rozgrywany jest międzynarodowy turniej tenisowy (Trofeo Cpz) rangi ITF, z pulą nagród 25.000 $.